# Dorfkirche Tornow (Eberswalde)

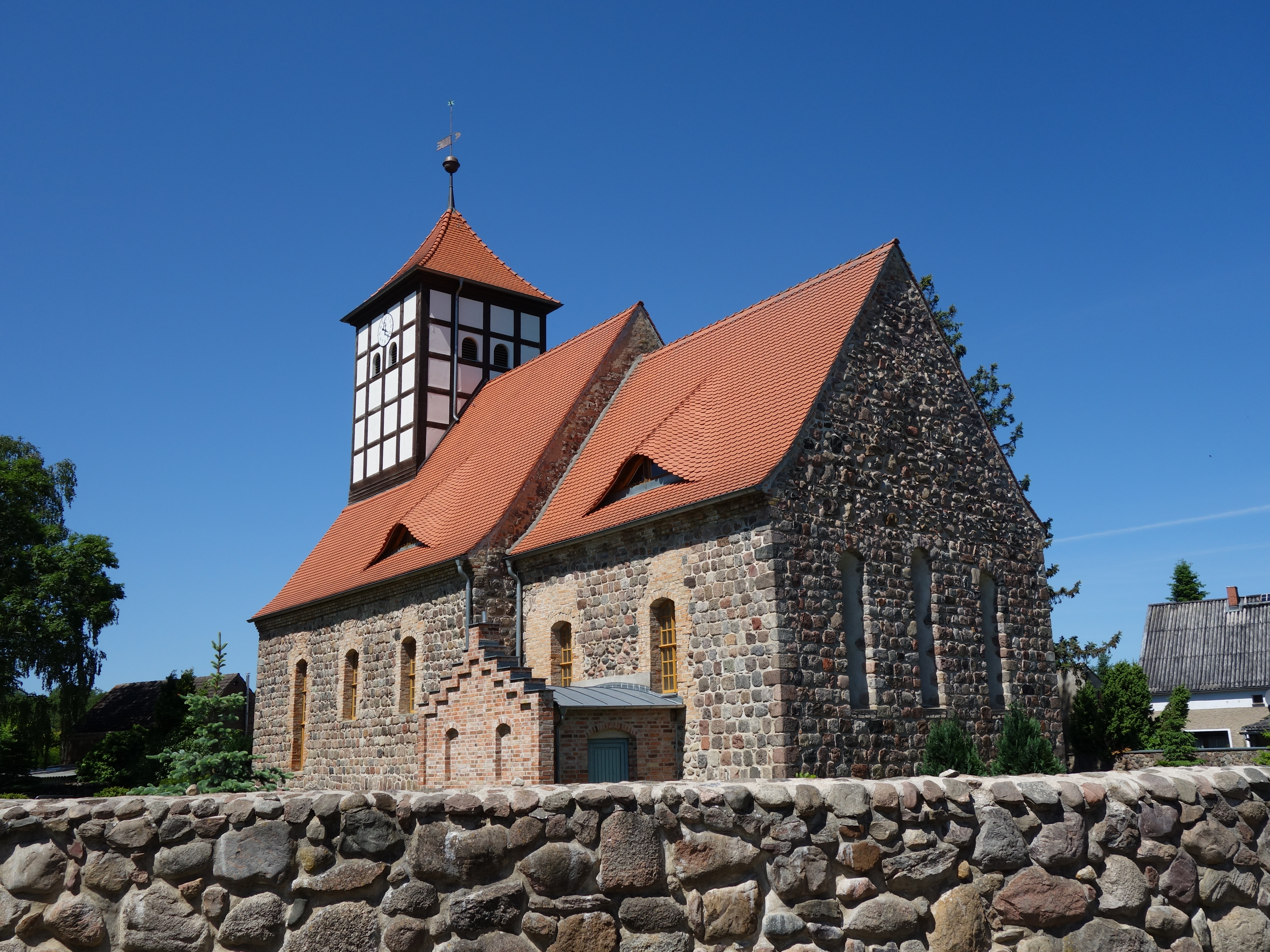
Südostansicht

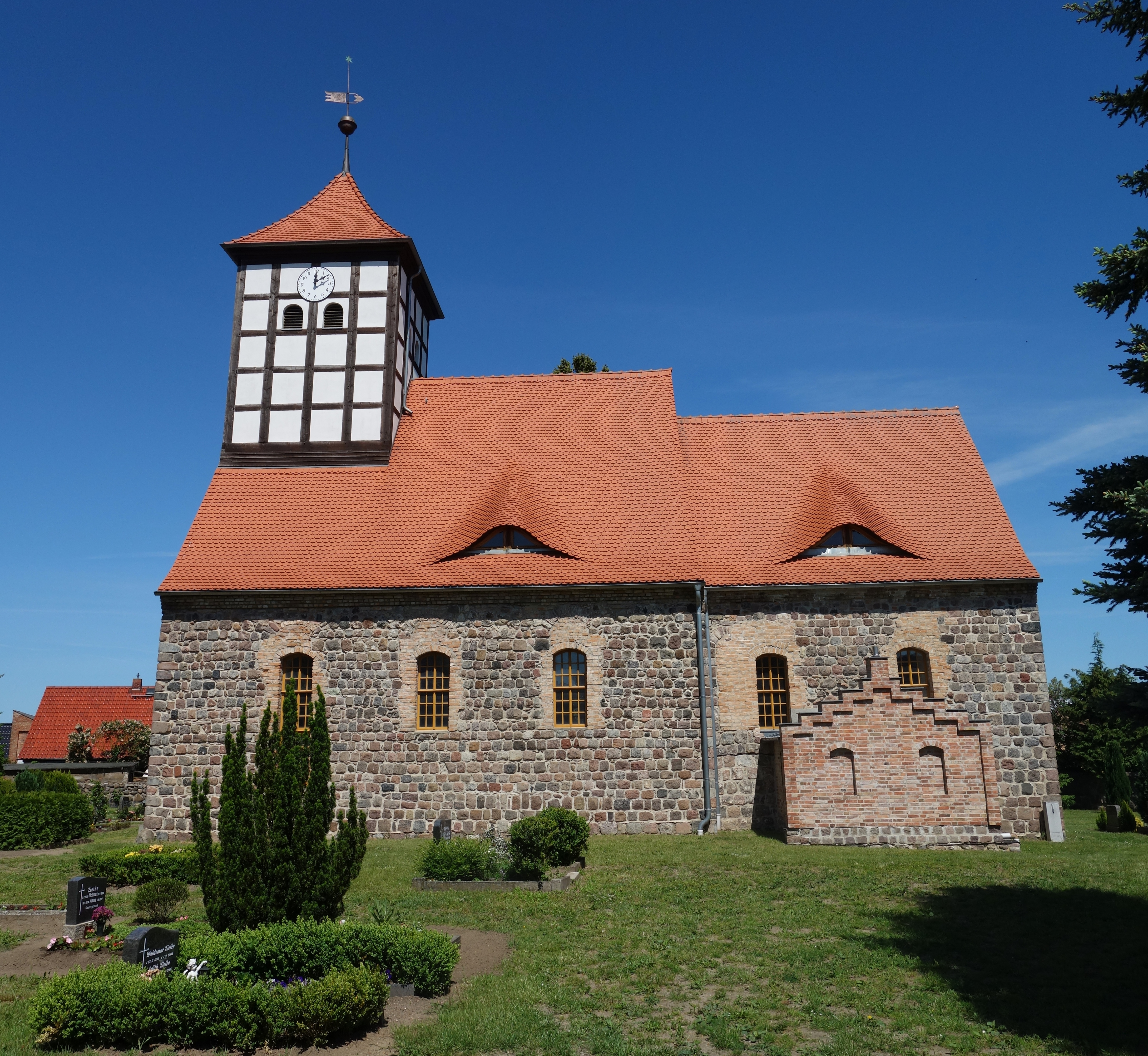
Ansicht von Süden

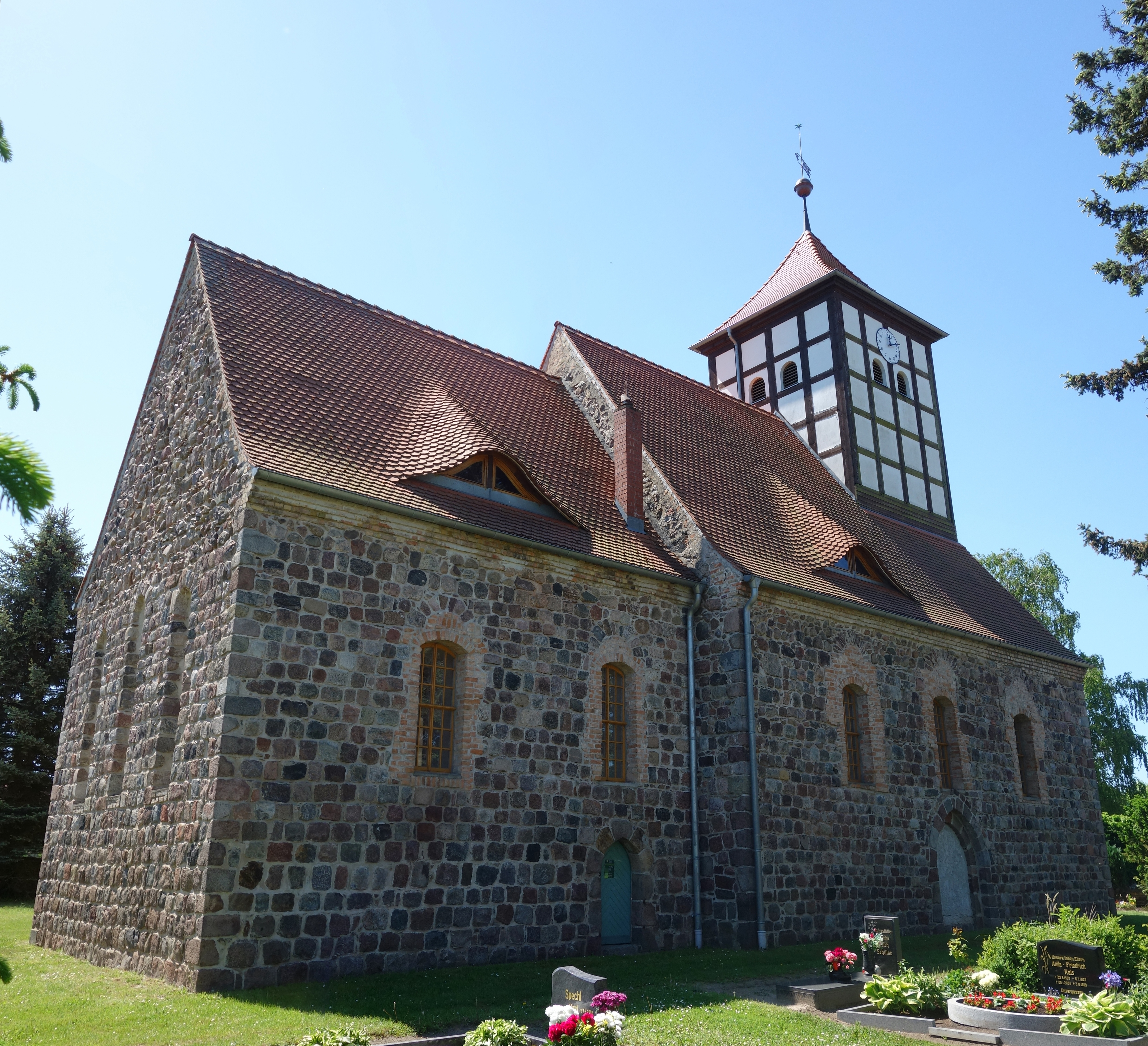
Nordostansicht

Die evangelische Dorfkirche Tornow ist eine frühgotische Saalkirche im Ortsteil Tornow der Stadt Eberswalde im Landkreis Barnim des Landes Brandenburg. Sie gehört zur evangelischen Kirchengemeinde Tornow und Sommerfelde im Pfarrsprengel Eberswalde im Kirchenkreis Barnim der Evangelischen Kirche Berlin-Brandenburg-schlesische Oberlausitz.

## Geschichte und Architektur
Die Kirche ist eine ursprünglich frühgotische Feldsteinkirche aus der Mitte des 13. Jahrhunderts mit eingezogenem Rechteckchor aus Feldsteinquadermauerwerk, die wahrscheinlich mit dem Chor begonnen wurde, da die Steinschichten zum Schiff nicht durchlaufen. Eine jüngere Zutat ist der in das Dach eingebundene westliche Dachturm mit Zeltdach. Die Giebel von Schiff und Chor bestehen aus unregelmäßigem, kleinteiligem Feldsteinmauerwerk.
Durch eine besonders sorgfältige Bearbeitung zeichnen sich die Eckquaderungen und die spitzbogigen Portallaibungen aus. Ein breites, dreifach gestuftes Westportal erschließt das Bauwerk, eine Priesterpforte ist auf der Nordseite des Chores vorhanden. Ein großes Portal auf der Nordseite des Schiffs ist jetzt vermauert. Die Portale sind innen in Nischen mit dachförmigem Sturz eingebaut. Von den ursprünglichen Fenstern, je drei in den Schiffs- und zwei in den Chorwänden, sind die Scheitel teilweise erkennbar. Einen Eindruck von der Gestalt der mittelalterlichen Fenster gibt die 1906 wieder geöffnete Dreifenstergruppe in der Ostwand des Chores (dabei wurden noch die mittelalterlichen Fensterrahmen aus Eichenholz aufgefunden). Das mittlere der schlanken Fenster mit rundbogigen Abschlüssen ist leicht erhöht. 
Im Chorgiebel ist eine kleine Rundöffnung angeordnet. Der Westgiebel der Kirche ist mit schlitzförmigen Öffnungen unten und einem jetzt zugesetztem Rundfenster oben gestaltet, dabei sind innen die Abdrücke der Verschalung erkennbar. Beachtenswert sind die auf der Ost- und Nordseite des Chores teilweise erhaltenen Reste des mittelalterlichen Fugennetzes, die durch helle Färbung zwischen doppelten Ritzungen im Putz hervorgehoben sind. 
Das Dachwerk des Schiffs geht vermutlich auf Wiederherstellungsarbeiten nach Beschädigungen im Dreißigjährigen Krieg zurück. Es ist als ein Sparrendach mit doppelt stehendem Stuhl, Kehl- und Hahnenbalken, Spannriegeln und Kopfbändern ausgeführt. Bis auf die zwischen die Stuhlsäulen eingezapften Riegel und Streben sind alle Hölzer verblattet. Holznägel an den engstehenden Sparren sind Zeugen für den von französischen Einwanderern in Tornow betriebenen Tabakanbau, da zum Trocknen von Tabakblättern häufig Kirchendachböden benutzt wurden. Störungen im Mauerwerk und Reste einer Pforte auf der Südseite des Chores gehen auf ehemals hier vorhandene Anbauten zurück, nämlich die Sakristei und zuletzt ein niedriges Leichenhaus mit Pultdach. Von einer älteren Umbauphase stammt der Flachbogen im oberen westlichen Mauerabschnitt. Offenbar befand sich hier eine Patronatsloge mit breiter, erhöht liegender Öffnung zum Kirchenraum.
Die Jahreszahl 1796 auf der Windfahne belegt die Entstehungszeit des zwischenzeitlich verbretterten Fachwerkturms, in dem sich der Glockenstuhl mit durch Kreuzstreben gefestigter Bauweise befindet. Gleichzeitig entstanden wohl die an Stelle der mittelalterlichen eingebrochenen Korbbogenfenster mit Ziegellaibungen und das Sparrendach des Chores mit doppelt stehendem Stuhl, wobei sämtliche Hölzer verzapft wurden. 
Im schlichten Kircheninneren ist der aus der Bauzeit stammende spitzbogige Chorbogen und die 1796 entstandene Westempore zu beachten, die auf zwei kräftigen, die darüber befindliche Turmkonstruktion tragenden toskanischen Holzsäulen und seitlichen Stützen mit aufgelegten Pilastern ruht. Am logenartig vorspringenden Mittelteil der Empore ist ein gesägtes Zierbrett mit stilisierten, vegetabilen Motiven angebracht.
Der Chor ist mit einer flachen Putzdecke, das Schiff mit einer einfachen Bretterdecke mit drei Unterzugbalken geschlossen. In der östlichen Dreifenstergruppe sind ornamentale Glasmalereien aus dem Jahr 1906 mit Rosetten und Blattmotiven vor blauem Grund eingesetzt. Eine Instandsetzung nach dem Zweiten Weltkrieg war 1951 beendet. Im Jahr 1990 erfolgte eine Sanierung des Turmes.

## Ausstattung
Die Orgel ist ein Werk von Eule Orgelbau aus dem Jahr 1963 mit drei Registern auf einem Manual.
Als Geläut dienen
- eine große Glocke aus dem 14./15. Jahrhundert, die oben durch drei kleine Medaillons (darunter Verkündigung und Lamm Gottes) sowie Wappenschild mit brandenburgischem Adler verziert ist;
- eine kleine Glocke aus dem 15. Jahrhundert, die oben mit zahlreichen kleinen Medaillons verziert ist (unter anderem Abraham und Isaak, Kreuzigung Christi, Auferstehung, Verkündigung, Evangelist, Engel, Pelikan, Löwe), außerdem kleines Rechteckbild eines Bischofs.

## Würdigung
Die Kirche ist das älteste und heute einzige historisch bedeutsame Bauwerk in Tornow und zugleich städtebaulicher Mittelpunkt des Ortes. Sie ist ein wichtiges Beispiel für den frühgotischen märkischen Dorfkirchenbau. Die Kirche vertritt den Bautypus des Saals mit eingezogenem Rechteckchor, wie er in der Umgebung ähnlich etwa in Klobbicke und Parstein vorkommt, dort aber später wesentlich stärker verändert ist. Bemerkenswert sind auch die Spuren mittelalterlicher Bautechnik, so das Feldsteinmauerwerk, teilweise mit Fugennetz, und die Schalungsspuren.